# Lictos
Lictos o Littos (en llatí Lyctus o Lyttus, en grec antic Λύκτος o Λύττος) era una de les principals ciutats de Creta. Homer la menciona al "Catàleg de les naus" de la Ilíada. Segons la Teogonia d'Hesíode, Rea va donar a llum a Zeus en una cova del mont Egeos, prop de Lictos.
Els habitants de la ciutat es deien a si mateixos doris, i deien que havien vingut d'Esparta. Sembla que a la ciutat es practicava el culte a Apol·lo.
Fàlec de Fòcida, l'any 344 aC, va ajudar a Cnossos contra els seus veïns de Lictos, ciutat que va conquerir, però aviat en va ser expulsat pel rei Arquidam d'Esparta, segons diu Diodor de Sicília. La lluita amb Cnossos va seguir per molt de temps i es va formar una gran coalició cretenca contra Cnossos encapçalada per Licos. Però Cnossos va aprofitar una absència temporal dels habitants de Lictos que havien marxat en una expedició i van atacar la ciutat i la van destruir. Quan van tornar, van veure destruïda la ciutat i es van refugiar a Lappa, segons Polibi. Més tard van recuperar la ciutat amb ajut de Gortina, que va cedir als seus habitants la ciutat de Diatonion, conquerida a Cnossos.
A la conquesta romana de Creta, Lictos va ser saquejada per Metel, segons Titus Livi, però encara existia en temps d'Estrabó.
La ciutat moderna es diu Lytto, vora Kasteli Pediada, a la prefectura d'Iràklio, i queden algunes restes de l'antiga ciutat, muralles, tombes, marbres i altres, a un turó proper. Una ciutat anomenada Arsinoe i un port anomenat Khersónissos pertanyien segurament a Lictos.